# God Is a Woman
God Is a Woman је песма америчке певачице Аријане Гранде, објављена 13. јула 2018. године, као други сингл са њеног четвртог студијског албума Sweetener (2018). Песму су написали Аријана, Макс Мартин, Саван Котеча, Рикард Јораншон и њен продуцент Иља Салманзадех.
God Is a Woman је дебитовао на једанаестом месту, а касније и на осмом постајући Аријанин десети сингл који је достигао међу 10 најбољих песама америчке рекордне листе Билборд хот 100. Ово је њен четврти сингл који је заузео прво место на америчкој топ-листи Mainstream Top 40. Песма је такође достигла на „топ тен” листу у седамнаест земаља, од којих је била на првом месту у Мексику, Грчкој, Исланду и Израелу, четвртом месту у Великој Британији, Ирској, Сингапуру и Малезији, петом месту у Аустралији, Канади, Мађарској и Новом Зеланду, као и на листу 20 најбољих песама у Аустрији, Данској, Норвешкој, Холандији и Швајцарској.
Сингл је сертификован „Платинумом” у шест земаља, као и двоструким дијамантом у Бразилу. God Is a Woman је номинован за најбоље самостално извођење поп песме на 61. додели награде Греми.

## Позадина и објављивање песме
Сингл је првобитно споменут у сцени музичког спота за водећи сингл албума, No Tears Left to Cry, где је био приказан списак потенцијалних назива песама за наредни албум. Аријана је потврдила назив песме у емисији Вече са Џимијем Фалоном 1. маја 2018. Она је 27. јуна исте године открила да ће песма бити други сингл са њеног тада предстојећег албума. Првобитно је на Твитеру објавила да ће песма бити објављена 20. јула, али је касније потврдила да ће датум изласка бити 13. јул.

## Музички спот
Видео са текстом песме God Is a Woman премијерно је приказан на Аријанином Јутјуб каналу, упоредо са издањем сингла. Званични музички видео, у режији Дејва Мајерса, објављен је касније истог дана. Спот је базиран на Стварању Адама, Ромулу и Рему, астрономији, женск гениталијама и другим визуелним призорима који се појављују и у њеном предходном синглу, No Tears Left to Cry, који је Мејерс такође режирао.

## Номинације
| Година | Организација              | Награда                               | Резултат   | Реф.  |
| ------ | ------------------------- | ------------------------------------- | ---------- | ----- |
| 2019.  | Награда Греми             | Најбоље самостално извођење поп песме | Номинација | [ 8 ] |
| 2019.  | МТВ видео музичке награде | Најбољи визуелни ефекти               | Номинација | [ 9 ] |

## Историја објављивања
| Регион        | Датум           | Формат                        | Издавачка кућа               | Реф.   |
| ------------- | --------------- | ----------------------------- | ---------------------------- | ------ |
| разне области | 13. јул 2018.   | виртуелно преузимање стриминг | Republic                     | [ 10 ] |
| Аустралија    | 13. јул 2018.   | Contemporary hit radio        | Republic Universal Australia | [ 11 ] |
| Италија       | 13. јул 2018.   | Contemporary hit radio        | Universal                    | [ 12 ] |
| УК            | 13. јул 2018.   | Contemporary hit radio        | Island                       | [ 13 ] |
| САД           | 24. јул 2018.   | Contemporary hit radio        | Republic                     | [ 14 ] |
| САД           | 7. август 2018. | Rhythmic contemporary radio   | Republic                     | [ 15 ] |